# 민주당 (1947년 일본)
민주당(일본어: 民主党), 공식 명칭 일본민주당(日本民主党)은 과거 존재하던 일본의 정당이었다. 1947년 일본진보당을 중심으로 결성된 보수정당이다.
같은 명칭의 정당으로서 1954년부터 1955년까지 존재하다가 자유당과 합당하여 자유민주당으로 통합된 일본민주당과는 별개의 정당이다.

## 역사
공직추방령으로 다수의 간부를 잃은 일본진보당과 요시다 시게루 총재에 불만을 품은 일본자유당 내 아시다 히토시 계파가 합동하여 결성했다. 초대 총재는 아시다 히토시. 가타야마 내각에서 연립여당, 아시다 내각에서 연립수반이 되었다.
결당 직후부터 진보당계와 자유당계 간의 당내 대립이 있었고, 1948년 쇼와전공 사건으로 아시다 내각이 총사퇴하여 1949년 1월 총선에서 대패한 이후 야당파와 연립파로 분열했다. 같은 해 12월 민주자유당의 요시다 시게루가 민주당 연립파에 보수합동을 타진하자 1950년 2월 연립파가 민주자유당에 입당하며 자유당을 결성했고, 남은 야당파는 국민협동당과 함께 국민민주당을 결성하며 해산했다.